# Dick Barnett
Richard Barnett, detto Dick (Gary, 2 ottobre 1936 – Largo, 27 aprile 2025), è stato un cestista e allenatore di pallacanestro statunitense, professionista nella NBA.

## Carriera
Venne selezionato dai Syracuse Nationals al primo giro del Draft NBA 1959 (4ª scelta assoluta).

## Palmarès

### Giocatore
- Campione ABL (1962)
- All-ABL First Team (1962)
- Campionato NBA: 2

New York Knicks: 1970, 1973
- NBA All-Star (1968)